# Vologda Air
La Vologda Air o la Vologda Aviation Enterprise in russo ВОЛОГОДСКОЕ авиационное предприятие? è una compagnia aerea russa con la base tecnica all'Aeroporto di Vologda (ICAO: ULWW), nell'Oblast' di Vologda nella parte europea della Russia.

## Storia
La compagnia aerea Vologda Aviation Enterprise è stata creata sulla base della compagnia aerea sovietica l'Aeroflot-Vologda nel 1994. Nel 1998 la Vologda Aviation Enterprise era reorganizzata nella compagnia aerea Vologda Air S.p.a. e nell'Aeroporto di Vologda S.p.a.

## Strategia
La Vologda Air effettua principalmente voli da Vologda, nella Russia europea, verso la Russia Centrale e la Siberia Occidentale.
La manutenzione degli aerei della compagnia, per lo più Yakovlev Yak-40, è effettuata dallo staff della Vologda Aviation Enterprise.

## Flotta attuale

### Aerei
- 4 Yakovlev Yak-40

### Elicotteri
- 2 Mil Mi-8T

## Flotta storica
- Mil Mi-2